# Жгунь
Жгунь (бел. Жгунь) — агрогородок в Жгунском сельсовете Добрушского района Гомельской области Республики Беларусь. Административный центр Жгунского сельсовета.

## Географическое положение
Расположен в юго-восточной части Добрушского района, на реке Жгунь (приток реки Хоропуть). Находится в 6 км на юг от районного центра Добруша и железнодорожной станции в этом городе, в 28 км от Гомеля.

## История
Археологами обнаружены курганы железного века. Эта находка служит доказательством заселения этой местности с древних времён.
По письменным источникам населённый пункт известен с XVIII века как деревня в Речицком повете Минского воеводства Великого княжества Литовского, владение Чарторыйских. После 1-го раздела Речи Посполитой (1772 год) в составе Российской империи. С 1775 году деревня находилась во владении фельдмаршала графа П. А. Румянцева-Задунайского. С 1834 года владение фельдмаршала графа И. Ф. Паскевича. В 1776 году в деревне действовали корчма, водяная мельница. В 1795 году в Белицком повете Могилёвской губернии. В 1816 году в Добрушской экономии Гомельского имения. В 1865 году  начал работу хлебозапасный магазин и построена Успенская церковь, в результате чего село Жгунь была отделена от Добрушского прихода и образован собственный приход состоящий из 500 крестьян В 1874 году Жгуньская церковь сделана приписной к Старо-Крупецкой церкви. В школе в 1889 году учились 70 мальчиков, в 1902 году 96 мальчиков и 37 девочек. В 1897 году находились 2 хлебозапасных магазина, 5 ветряных мельниц, 2 лавки, кузница, корчма. В Кормянской волости Гомельского повета Могилёвской губернии. В 1905 году пожаром уничтожено 25 дворов.
Летом 1918 года во время германской оккупации жители деревни организовали партизанский отряд под командованием М. Прокопцова. В 1919 году организована сельскохозяйственная артель. В 1926 году в деревне функционировали начальная школа и изба-читальня.
С 8 декабря 1926 года до 16 июля 1954 года деревня являлась центром Жгунского сельсовета Добрушского, с 4 августа 1927 года Гомельского, с 12 февраля 1935 года Добрушского районов Гомельского округа, с 20 февраля 1938 года Гомельской области.
В начале 1930-х годов организован колхоз. Работали 8 ветряных мельниц и торфодобывающая артель.
Во время Великой Отечественной войны оккупанты сожгли 504 двора и убили 12 жителей. В боях за деревню погибли 65 советских солдат и партизан, которые были похоронены в братской могиле в центре деревни. Освобождена 26 сентября 1943 года.
В 1959 году центр племенного завода «Жгунский». Размещены средняя школа, фельдшерско-акушерский пункт, Дом культуры, библиотека, детский сад-ясли, отделение связи, швейная мастерская, магазин.
В 2010 году деревня Жгунь преобразована в агрогородок.      

## Население

### Численность
2004 год — 530 дворов, 1357 жителей

### Динамика
- 1776 год — 66 дворов
- 1795 год — 443 жителя
- 1816 год — 101 двор, 508 жителей
- 1834 год — 114 дворов, 714 жителей
- 1858 год — 155 дворов, 865 жителей
- 1886 год — 207 дворов, 1261 житель
- 1897 год — 270 дворов, 2112 жителей (согласно переписи)
- 1909 год — 364 двора
- 1926 год — 467 дворов, 2354 жителя
- 1940 год — 505 дворов
- 1959 год — 1121 житель (согласно переписи)
- 2004 год — 530 дворов, 1357 жителей

## Инфраструктура
В населённом пункте 530 жилых домов (2004 год). Планировка состоит из 3 параллельных улиц с ориентацией с юго-запада на северо-восток, к которым примыкают ещё 6 улиц соединённых переулком. Застройка двухсторонняя, преимущественно деревянными домами усадебного типа. В 1987-92 годах построены кирпичные дома на 178 семей, в которых были переселены жители с загрязнённых после катастрофы на Чернобыльской АЭС территорий.
Агрогородок газифицирован, имеется водопровод.
Транспортная связь по автодороге Тереховка — Добруш.

## Культура
- Дом культуры
- Музейная комната ГУО "Жгунская средняя школа"

## Достопримечательности
- Братская могила советских воинов и партизан —  Историко-культурная ценность Республики Беларусь, шифр 313Д000256.

## Известные лица
- Жевнов, Феодосий Кузьмич (1906—1945) — Герой Великой Отечественной войны.